# Grand Prix de Denain 1970
La 12e édition du Grand Prix de Denain a eu lieu le 31 mars 1970. Elle a été remportée par le Belge Christian Callens.

## Classement final
Christian Callens remporte la course.
| Classement final, | Classement final,   | Classement final, | Classement final,        | Classement final, |
|                   | Coureur             | Pays              | Équipe                   | Temps             |
| ----------------- | ------------------- | ----------------- | ------------------------ | ----------------- |
| 1er               | Christian Callens   | Belgique          | Dr Mann-Grundig          |                   |
| 2e                | Émile Bodart        | Belgique          | Flandria-Mars            |                   |
| 3e                | José Catieau        | France            | Sonolor-Lejeune          |                   |
| 4e                | Eric Demunster      | Belgique          | Geens-Watney-Diamant     |                   |
| 5e                | Willy Demol         | Belgique          | Geens-Watney-Diamant     |                   |
| 6e                | Roland Van De Rijse | Belgique          | Hertekamp-Magniflex-Novy |                   |
| 7e                | Marc Lievens        | Belgique          | Flandria-Mars            |                   |
| 8e                | Claude Guyot        | France            | Sonolor-Lejeune          |                   |
| 9e                | Piet de Wit         | Pays-Bas          | Caballero-Laurens        |                   |
| 10e               | J. P. Meihy         | Belgique          |                          |                   |
| modifier          |                     |                   |                          |                   |